# Yumi, Yumi, Yumi
Yumi, Yumi, Yumi (Bislama Wir, Wir, Wir) ist die Nationalhymne von Vanuatu seit 1980. Melodie und Text stammen von François Vincent Ayssav, dessen Vorschlag den nach der Unabhängigkeit ausgeschriebenen Wettbewerb für eine Nationalhymne gewann. 
Refrain:
Yumi, Yumi, Yumi i glat blong talem se,
Yumi, Yumi, Yumi i man blong Vanuatu!
God i givim ples ya long yumi,
Yumi glat tumas long hem,
Yumi strong mo yumi fri long hem,
Yumi brata evriwan!
Refrain
Plante fasin blong bifo i stap,
Plante fasin blong tedei,
Be yumi i olsem wan nomo,
Hemia fasin blong yumi!
Refrain
Yumi save plante wok i stap,
Long ol aelan blong yumi,
God i helpem yumi evriwan,
Hem i papa blong yumi,
Refrain

## Deutsche Übersetzung
Refrain:
Wir, Wir, Wir sind glücklich zu verkünden
Wir, Wir, Wir sind das Volk von Vanuatu!
Gott hat uns dieses Land gegeben;
das gibt uns allen Grund zu jubeln;
Wir sind stark, wir sind frei in diesem Land;
Wir sind alle Brüder.
Refrain
Wir haben viele Traditionen
und wir finden neue Wege.
Jetzt sind wir ein Volk.
Wir sollen für immer vereint bleiben.
Refrain
Wir wissen, es ist noch viel Arbeit zu tun
auf all unseren Inseln.
Möge Gott, unser Vater, uns helfen!
Refrain